# Нижня Сайка
Нижня Са́йка (рос. Нижняя Сайка) — присілок в Граховському районі Удмуртії, Росія.

## Населення
Населення — 21 особа (2010; 15 у 2002).
Національний склад станом на 2002 рік:
- росіяни — 67 %
- удмурти — 33 %

## Історія
За даними 10-ї ревізії 1859 року в присілку було 23 двори та проживало 241 особа. Тоді тут працював млин. До 1921 року присілов входив до складу Білярської волості Єлабузького повіту, після — Можгинського повіту. З 1924 року — в складі Новогорської сільської ради Граховської волості. В період з 1925 по 1954 року присілок був в складі Верхньо-Кокшанської сільської ради. Після 1954 року сільрада була ліквідована, а присілок приєднаний до Новогорської сільської ради. В 1982 році присілок відійшов до складу Макаровської сільської ради, яка в 2004 році була ліквідована і присілок знову відійшов до Новогорської сільської ради.

## Урбаноніми[3]
- вулиці — Верхня, Нижня